# Oratory
Oratory foi uma banda de heavy metal de Barcelos, Portugal, cuja sonoridade resultava de uma mistura de power metal, metal sinfônico e gothic metal. A banda foi formada no ano de 1994. Sua proposta era combinar elementos de música clássica com heavy metal, algo que resultou num estilo por vezes definido como heavy metal gótico sinfônico.[carece de fontes?]

## História
Criada em 1994, na cidade de Barcelos, Portugal, a banda Oratory editou duas demo-tapes ("Enchantation" e "Sarcastic Soul") e participou da compilação "High Radiation II". Algumas mudanças de formação, mantendo-se sempre os fundadores Miguel Gomes (guitarra) e Marco Alves (voz), levariam a que o grupo deambula-se por estilos musicais diferentes.
Em abril de 1999, tocam no festival Steel Warriors (com Tarantula, Ancient Rites, etc). Na plateia, estava o A&R da editora Recital que, pouco depois, propôs ao grupo um contrato discográfico. O primeiro fruto desta união surgiu em outubro de 1999, com a gravação do EP "Last Prophecy", editado no início de 2000.
Alguns meses antes, o Oratory tocaria com os finlandeses da banda Stratovarius, no Estádio de Vila das Aves. Entre março e maio de 2000, gravam no Rec’n’Roll Studios, sob a batuta de Luís Barros, o álbum de estreia. Entretanto a editora inicia negociações com a prestigiada editora LMP – Limb Music (Rhapsody, Lana Lane, Luca Turilli, etc) que licencia o disco para o resto do mundo. Em Setembro de 2000, "Illusion Dimensions" é editado. Uma mini-digressão nacional com os Tarantula culmina num concerto com os germânicos METALIUM: Os leitores das revistas LOUD! e Riff aclamam os ORATORY como a banda revelação do ano.
Em Fevereiro de 2001, o vocalista Marco Alves decide abandonar o grupo por motivos pessoais. Ana Lara assumiu por inteiro a parte vocal e a banda inicia uma série de concertos com actuações em Lisboa, Gaia, Vigo (Espanha), Vila Verde, Aveiro e Braga. Com viagem marcada para a gravação do segundo CD, os ORATORY compartilhariam, em Dezembro de 2001, os palcos do Paradise Garage e Hard Club com os alemães EDGUY.
Em Janeiro de 2002, o quinteto segue para os estúdios Black Solaris (Frankfurt – Alemanha) onde gravariam "Beyond Earth". O produtor foi Uwe Lulis, guitarrista de Rebellion, Iron Savior e ex-Grave Digger e produtor de Wizard, Warhead, Grave Digger entre outros.
Com edição mundial a 20 de Maio pela Recital Records e em Dezembro pela Limb Music, "Beyond Earth" é a nova aposta dos ORATORY.
O album "Beyond Earth" foi aclamado a nível nacional com a primeira edição a esgotar em menos de três semanas. Em Espanha esteve dois meses no Top de vendas da Mastertrax, a principal empresa distribuidora nesse País.
O video clip "Song of Lust" teve airplay nos canais televisivos Sol Musica, Sic Radical e NTV. A banda foi ainda entrevistada e tocou ao vivo no programa "Curto Circuito" (Sic Radical) e na NTV. «Beyond Earth» foi considerado o álbum do ano pelos leitores da LOUD! sendo os ORATORY aclamados como a terceira melhor banda nacional de 2002. Para além disso foram nomeados para os prémios Raio X nas categorias de melhor banda metal e melhor álbum musical em 2002.
A digressão "Beyond Tour 2002/2003" contou com dezanove datas realizadas em Portugal, Espanha e Alemanha. A presença nos festivais Wacken Open Air (Alemanha) e Torres Rock (Espanha) permitiu consolidar a internacionalização do grupo. Os ORATORY foram ainda considerados a 3.ª melhor banda nacional em 2003 pelos leitores da LOUD!.
Actualmente o grupo encontra-se em fase de pré-produção do seu terceiro álbum. Quase dois anos após a edição de "Beyond Earth" os Oratory continuam a ser convidados para vários festivais e actuações. Devido ao baterista João Rodrigues se encontrar fora do pais e da preparação dos novos temas, o grupo decidiu parar de actuar por uns tempos.
Por opções pessoais João Rodrigues saiu da banda.
Face aos imensos convites o grupo decide regressar à estrada com a "Beyond The Tour 2004".

## Discografia
- Enchantation (Demo) (1996)
- Sarcastic Soul (Demo) (1997)
- Last Prophecy (EP) (1999)
- Illusion Dimensions (2000)
- Beyond Earth (2002)
- Interludium (EP) (2005)